# Área de conservación ambiental Estuario de Virrilá
El área de conservación ambiental Estuario de Virrilá es un humedal del noroeste de Perú en la provincia de Sechura, departamento de Piura. Comprende el cauce inferior del río Piura hasta su desembocadura en el mar en la bahía de Sechura.
Es un área de conservación ambiental desde noviembre de 2015, creación impulsada desde 1992 por la ONG Naturaleza y Cultura Internacional (NCI). En noviembre de 2017 fue incorporada como sitio de importancia regional en la red hemisférica de reservas para aves playeras, la segunda en el país luego de la designación de los manglares de San Pedro de Vice con la misma clasificación. La protección y conservación del ecosistema del estuario de Virrilá fue declarado de interés público regional junto a los manglares de Chulliyachi en octubre de 2019 mediante ordenanza n.º 445 del Gobierno Regional de Piura. Un sector de 5643,8 ha del estuario fue designado sitio Ramsar el 21 de junio de 2021.

## Características
El área tiene 14 007,37 ha  y está comprendida en la ecorregión de bosque seco ecuatorial o región tumbesina  —considerada por BirdLife International un área importante para la conservación de las aves de prioridad crítica, en la categoría de sitios con especies de aves endémicas (Eba) —. Constituye, junto a los manglares de San Pedro de Vice y las lagunas de La Niña y Ñapique, el sistema de humedales de Sechura, que recibe los efectos del fenómeno El Niño. Aunque se trata de una desembocadura, el río Piura ya no llega al mar, por lo que el humedal depende de las mareas y del agua que recibe, en los periodos de lluvia, de la laguna de La Niña.
Un ramal de la carretera Panamericana Norte cruza el estuario, la ruta nacional PE-1N K, conocida como carretera Piura-Bayóvar, y pasa bordeando la localidad de Parachique, pueblo pesquero ubicado en las márgenes del estuario y la bahía de Sechura. 

## Fauna

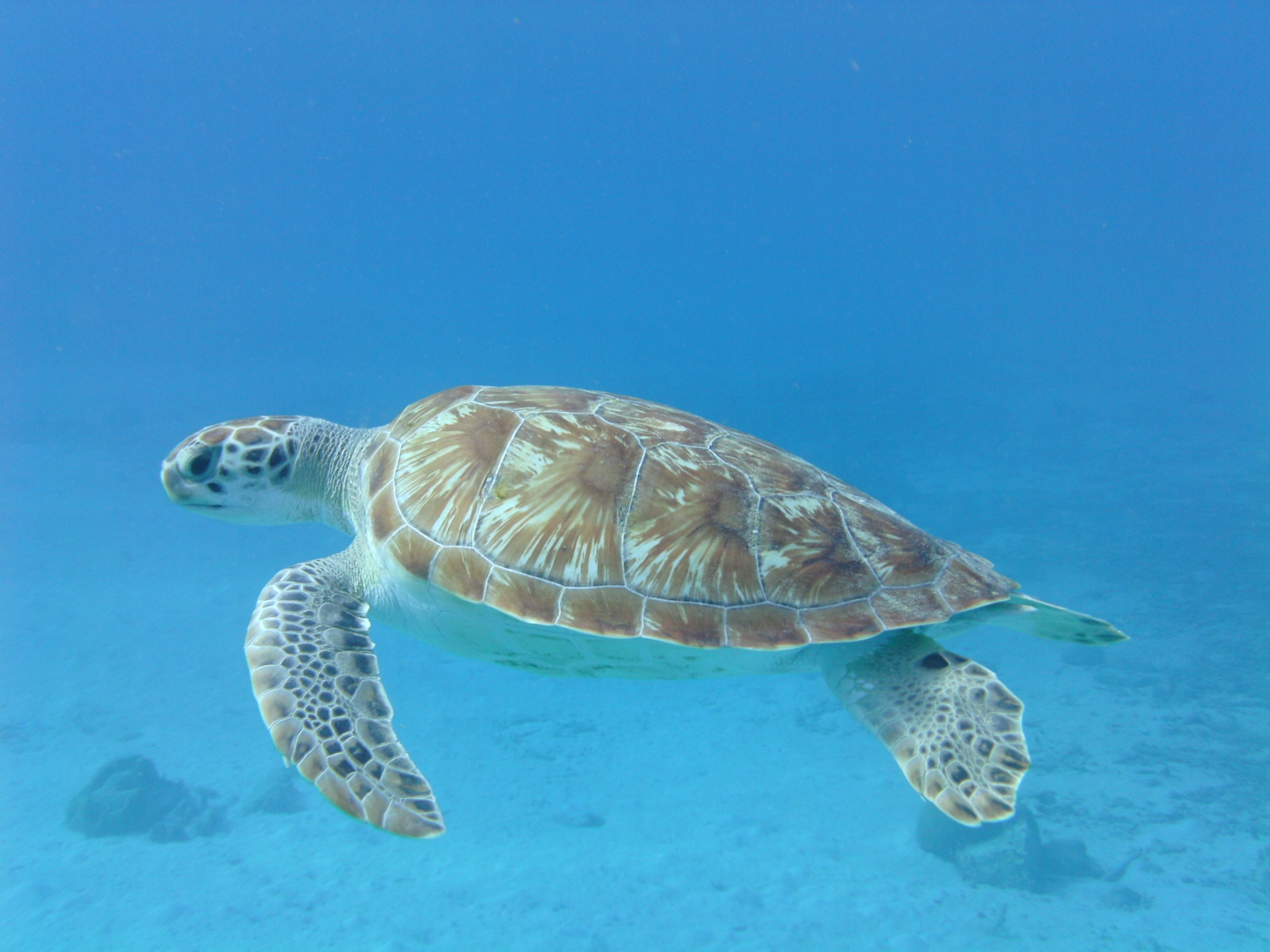
Tortuga verde (Chelonia mydas), especie vulnerable globalmente.

En la zona se han registrado diez especies de mamíferos, veintisiete de peces de agua dulce y salada, catorce de reptiles, dos de anfibios, uno de ellos es el sapo gigante, y 137 especies de aves, entre ellas la parihuana o flamenco chileno —que conforma la población más grande de la especie en el país con grupos de entre 12 000 y 15 000 individuos— y entre las que se encuentran trece especies endémicas del bosque seco ecuatorial, siete especies casi amenazadas como el pelícano peruano, el chorlito de nieve y el cormorán guanay, algunas vulnerables como el cóndor andino y el copetón rufo, y otras en peligro de extinción como el charrancito peruano.
Es un sitio importante para las aves playeras migratorias; se estima que alberga más de 20 000 individuos regularmente y es sitio de reproducción de la gaviota dominicana, el chorlo de pico grueso y el ostrero común. También es lugar de alimentación de dos especies de tortugas clasificadas como vulnerables globalmente: la  tortuga verde y la  tortuga laúd.
Aves

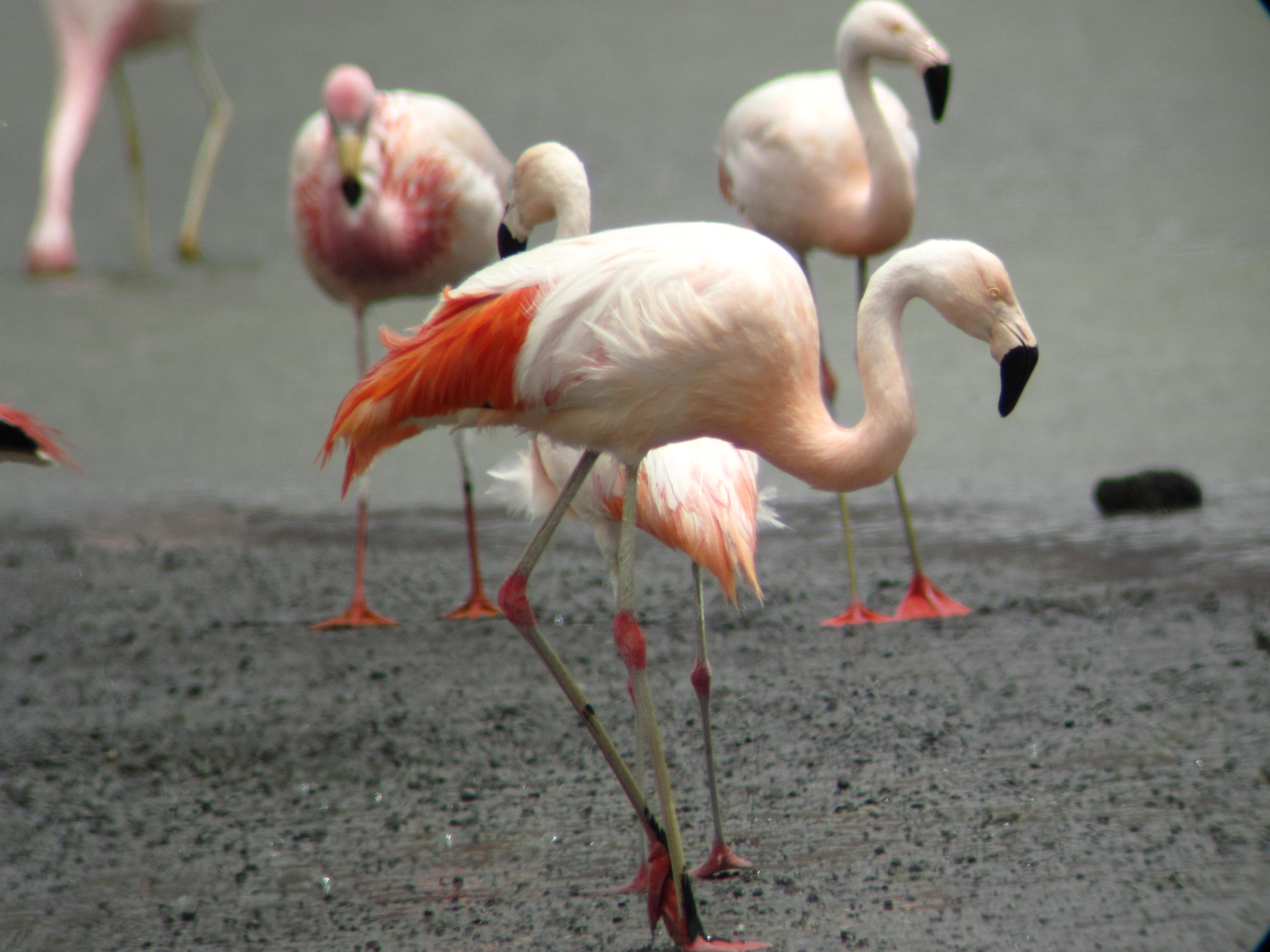
Parihuana o flamenco chileno (Phoenicopterus chilensis).

Algunas de las especies son: gaviotín monja, playerito blanco, zarapito, chorlito gris, gaviota de Franklin, gaviotín, playero aliblanco, chorlito de nieve y su subespecie Charadrius nivosus occidentalis, gaviota dominicana, espátula rosada, chorlo de pico grueso, manchaco o tuyuyú, piquero peruano, cormorán guanay, mosquero de Baird, golondrina de Tumbes, flamenco chileno, pelícano peruano, cóndor andino, halcón peregrino, copetón rufo, moscareta gris y blanca, colibrí colicorto, cotorrita celestial, charrancito peruano y ostrero común.
Reptiles
Las especies de reptiles presentes son: tortuga verde, tortuga laúd, iguana común, cañán, lagartija peruana, lagartija de los gramadales, iguana marrón (Callopistes flavipunctatus), capón (Microlophus occipitalis), saltojo (Phyllodactylus microphyllus), jañape (Phyllodactylus reissii), coralillo (Micrurus tschudii) y culebra elegante de cola larga (Pseudalsophis elegans).
Peces
En general, todas las especies son capturadas por los pescadores artesanales: macabí, pejerrey, lisa cabezona, mero negro (Mycteroperca xenarcha), lenguado (Paralichthys adspersus), lenguado boca chica (Etropus peruvianus), anchoveta blanca (Anchoa nasus), lisa blanca, jurel, pámpano paloma, monengue (Dormitator latifrons), marotilla, cachema, tamboril, raya látigo, raya con espina (Urotrygon chilensis), raya con púa (Urotrygon peruanus) y raya redonda de Tumbes (Urobatis tumbesensis).

## Flora
El área tiene especies propias de los desiertos y matorrales xerófilos y de la 
región biogeográfica Chocó: aromo (Vachellia aroma var huarango), vichayo (Beautempsia avicenniifolia), faique, rabito de alacrán, mano de ratón, grama salada, verdolaga de playa, Tiquilia dichotoma (endémica de Perú), Sarcocornia fruticosa, turre hembra (Phyla nodiflora), algarrobo pálido, vidrio (Batis maritima), sapote (Colicodendron scabridum) —estas tres últimas consideradas en estado crítico por la normativa de Perú—.

## Amenazas
- Contaminación con hidrocarburos y químicos industriales.
- Pesca artesanal no regulada.
- Presencia de residuos sólidos, principalmente de la actividad pesquera.
- Acceso ilimitado de personas y vehículos.
- Contaminación por el vertido de aguas residuales.
- Tala indiscriminada para obtener leña.
- Extracción de minerales cerca del estuario (amenaza potencial).[3][10][13]